# フィルモア・イースト 1969
『フィルモア・イースト 1969』 (Live at the Fillmore East December 1969) は、イングランドのロック・バンドのザ・ナイスが1969年12月にフィルモア・イーストで行なったコンサートを収録したCD。
彼等が1970年4月に解散した当時在籍していたカリスマ・レコードによって、録音後40年たった2009年に発表された。

## 解説

### 経緯
1969年11月下旬、ザ・ナイスは3度目のアメリカ・ツアーを開始し、12月11日から14日まで、サンフランシスコのフィルモア・ウエストでザ・チャンバーズ・ブラザーズ、キング・クリムゾンと同じステージに立った。メンバーのキース・エマーソン（キーボード）は、マネージャーのトニー・ストラットン・スミスの薦めでキング・クリムゾンのグレッグ・レイク（ベース・ギター、ヴォーカル）と16日に秘密裏に話し会い、ザ・ナイスを脱退してレイクと新しいトリオを結成しようと決意した。
本作はその数日後の19日と20日にニューヨークのフィルモア・イーストで開かれたコンサートの模様を収録した。20日のコンサートはアメリカ・ツアーの最後のものだった。

### 内容
ザ・ナイスはサード・アルバム『ジャズ+クラシック/ロック=ナイス』（1969年）以後のアルバムにオーケストラとの共演を含むライブ音源の幾つかを収録したが、本作にはエマーソン、リー・ジャクソン（ベース・ギター、ヴォーカル）、ブライアン・デヴィソン（ドラムス）のトリオだけのコンサートのほぼ全編が収録されている。
カリスマ・レコードは、本作の収録日と同じ1969年6月19日と20日にフィルモア・イーストで録音された音源として、「カントリー・パイ」を彼等が解散した直後の1970年6月に発表した『ファイヴ・ブリッジズ』、「夢を追って」と「アメリカ」を1971年4月に発表した未発表音源集『エレジー』に、それぞれ収録した。本作に収録された3曲は、それらとは異なる演奏である。
「リトル・アラベラ」の中間部のヴォーカルは、オリジナルのスタジオ録音版と同様にエマーソンが担当している。「夢を追って」と「間奏曲（「カレリア組曲」より）」では、ジャクソンがベース・ギターでボウイング奏法を披露している。

## 収録曲
| #         | タイトル                                           | 作詞・作曲                                             | 時間  |
| --------- | -------------------------------------------------- | ------------------------------------------------------ | ----- |
| 1.        | 「ロンド Rondo」                                   | Keith Emerson, Davy O'List, Brian Davison, Lee Jackson | 6:29  |
| 2.        | 「少年易老学難成 Ars Longa Vita Brevis」           | Emerson, O'List, Davison, Jackson                      | 13:25 |
| 3.        | 「リトル・アラベラ Little Arabella」               | Emerson, Jackson                                       | 6:14  |
| 4.        | 「シー・ビロングズ・トゥ・ミー She Belongs To Me」 | Bob Dylan                                              | 13:18 |
| 合計時間: | 合計時間:                                          | 合計時間:                                              | 39:26 |

| #         | タイトル                                                     | 作詞・作曲                         | 編曲                      | 時間  |
| --------- | ------------------------------------------------------------ | ---------------------------------- | ------------------------- | ----- |
| 1.        | 「カントリー・パイ Country Pie」                             | Dylan                              |                           | 5:52  |
| 2.        | 「ファイヴ・ブリッジズ Five Bridges Suite」                  | Emerson, Jackson                   |                           | 13:40 |
| 3.        | 「夢を追って Hang On To A Dream」                            | Tim Hardin                         |                           | 7:30  |
| 4.        | 「間奏曲（「カレリア組曲」より） Intermezzo: Karelia Suite」 | John Julius Christian Sibelius     | Emerson, Joseph Eger      | 12:24 |
| 5.        | 「アメリカ America」                                         | Leonard Bernstein, Steven Sondheim | Emerson, Jackson, Davison | 7:24  |
| 6.        | 「戦争と平和 War And Peace」                                 | Emerson, O'List, Davison, Jackson  |                           | 5:20  |
| 合計時間: | 合計時間:                                                    | 合計時間:                          | 合計時間:                 | 52:10 |

## 参加ミュージシャン
ザ・ナイス
- キース・エマーソン　Keith Emerson – ピアノ、オルガン、ヴォーカル
- リー・ジャクソン　Lee Jackson – ベース・ギター、ヴォーカル
- ブライアン・デヴィソン　Brian Davison – ドラムス、パーカッション